# Cena Antonína Dvořáka
Cena Antonína Dvořáka je ocenění v oblasti klasické hudby. Cena je vyhlašována od roku 2009. Jejím smyslem je vyzdvihnout osobnosti, umělecké kolektivy či instituce za mimořádné umělecké počiny nebo významné zásluhy na propagaci a popularizaci české klasické hudby v České republice i v zahraničí. Projekt se koná za podpory Hlavního města Prahy a Ministerstva kultury ČR. Od roku 2012 rozhoduje o udělení ceny Rada akademiků, složená z předních osobností českého kulturního života a klasické hudby. Laureáti získávají skleněnou plastiku violoncella navrženou akademickým architektem Jiřím Pelclem a vyrobenou skláři společnosti Moser. Hlavním mecenášem je rodinná nadace Karel Komárek Family Foundation.
Prvním laureátem ceny byl pravnuk skladatele Antonína Dvořáka, houslista, violista a dirigent Josef Suk. Po něm následovaly osobnosti jako klavírista Ivan Moravec, violoncellista Yo-Yo Ma nebo světově oceňovaný choreograf a tanečník Jiří Kylián. Význam ceny v minulosti podtrhla i mimořádná místa a příležitosti, při kterých byla předána. Sopranistka Ludmila Dvořáková převzala Cenu Antonína Dvořáka ve Španělském sále Pražského hradu v rámci recitálu klavíristy Lang Langa, do rukou dirigenta Jiřího Bělohlávka byla vložena v roce 2014 v Carnegie Hall v New Yorku při koncertu konaném u příležitosti oslav 25. výročí sametové revoluce a Česká filharmonie si ji převzala před svým koncertem k oslavám 100 let české státnosti v Kennedyho Centru ve Washingtonu.

## Předání Ceny
Cena je držitelům předávána na slavnostním koncertě nebo při jiné významné společensko-kulturní události. Sopranistka Gabriela Beňačková (2019) a dirigent Jakub Hrůša (2020) cenu převzali 14. dubna 2021 na koncertu Jarní hvězdy České filharmonie III, který živě vysílala Česká televize ze Dvořákovy síně Rudolfina. Jakub Hrůša vystoupení České filharmonie řídil. Gabriele Beňačkové ocenění za rok 2019 nemohlo být předáno dříve z důvodu protiepidemických opatření. Britský klavírista Sir András Schiff (2021) ocenění převzal při svém vystoupení na Dvořákově Praze 20. září 2021. Laureát pro rok 2022 Pražský filharmonický sbor cenu převzal na svém adventním koncertu ve Státní opeře Praha 19. prosince 2022. Panochovo kvarteto cenu převzalo 29. listopadu 2023 na koncertě 12 violoncellistů Berlínských filharmoniků ve Španělském sále Pražského hradu. Na stejném místě ocenění převezme 9. prosince i laureát za rok 2024, australský divadelní a operní režisér Barrie Kosky. Slavnostní koncert s orchestrem Prague Philharmonia pod vedením Marca Albrechta uvede na svém programu stanice ČT art.

## Podmínky nominace
Pro nominace kandidátů neplatí žádné věkové, národnostní ani teritoriální omezení. Kandidáty nominuje a o udělení ceny rozhoduje nezávislá Rada akademiků. Na cenu může být nominována jakákoliv osobnost, umělecký kolektiv, instituce a organizace kulturního, společenského či ekonomického života, která:
- velmi výrazně přispěla k propagaci a popularizaci české klasické hudby v České republice i v zahraničí, celoživotním přínosem, dlouhodobou systematickou uměleckou, hudebně vědeckou a organizační činností, nebo mimořádným uměleckým počinem,
- je stále aktivní v oblasti kulturního, společenského či ekonomického života a
- je trestně bezúhonná.

## Laureáti
- 2009 – Josef Suk (houslista)
- 2010 – Ivan Moravec (klavírista)
- 2011 – Jiří Kout (dirigent)
- 2012 – Ludmila Dvořáková (sopranistka), předáno ve Španělském sále Pražského hradu v rámci recitálu klavíristy Lang Langa
- 2013 – Jiří Kylián (choreograf)
- 2014 – Jiří Bělohlávek (dirigent), předáno v Carnegie Hall v New Yorku
- 2015 – Yo-Yo Ma (violoncellista)
- 2016 – Richard Novák (basista)
- 2017 – Ivan Klánský (klavírista)
- 2018 – Česká filharmonie
- 2019 – Gabriela Beňačková (sopranistka)
- 2020 – Jakub Hrůša[3] (dirigent)
- 2021 – András Schiff (klavírista a dirigent)
- 2022 – Pražský filharmonický sbor
- 2023 – Panochovo kvarteto, předáno ve Španělském sále Pražského hradu v rámci koncertu 12 violoncellistů Berlínských filharmoniků
- 2024 – Barrie Kosky (divadelní a operní režisér)